# Ugly Americans
Ugly Americans é uma série de comédia animada criada por Devin Clark que foi exibida pelo Comedy Central de 17 de março de 2010 a 25 de abril de 2012. Em 21 de abril de 2010, a Comedy Central anunciou que havia encomendado 7 episódios adicionais da série, que começou a ser exibida em outubro de 2010, totalizando 14 episódios para a primeira temporada. A segunda temporada consiste em 17 episódios; os primeiros 10 foram ao ar no verão de 2011 e os 7 restantes na primavera de 2012. Um total de 31 episódios foram produzidos em duas temporadas.

## Enredo
Mark Lilly, um assistente social se muda para uma versão alternativa de Nova York, que é habitada por humanos e uma grande variedade de espécies não humanas e demoníacas. Ele consegue um emprego como assistente social na Divisão de Serviços Sociais do Departamento de Integração, uma organização especializada na integração de não-humanos que vivem na cidade. Ele é um dos responsáveis por reabilitar os monstros, dar-lhes serviços para que possam se tornar cidadãos norte-americanos.
Mark mora com um companheiro de quarto zumbi, namora com sua chefe, Callie, e se mete em várias encrencas por causa do seu amigo Leonard. Ele se esforça para ficar alegre e politicamente correto enquanto trabalha com seus companheiros bizarros e frequentemente perigosos.

## Personagens Principais
- Mark Lilly (dublado por Matt Oberg)
- Randall Skeffington (dublado por Kurt Metzger)
- Callie Maggotbone (dublado por Natasha Leggero)
- Leonard Powers (dublado por Randy Pearlstein)
- Twayne Boneraper (dublado por Michael-Leon Wooley)
- Francis Grimes (dublado por Larry Murphy)

## Personagens Secundários
- Homem croata (dublado por Devin Clark)
- Doug
- Erik (dublado por Randy Pearlstein)
- Grande cérebro (dublado por Randy Pearlstein)
- Martin
- Toby (dublado por Pete Holmes)
- Aldermach "Mac" Maggotbone (dublado por Larry Murphy)
- Rosie (dublado por Julie Klausner)
- Esquadrão Grimes
- Menina Âncora
- Medusa
- Toby
- Ameba

## Produção
A pré-produção foi realizada em Brooklyn, na Augenblick Studios, e então a animação para a primeira temporada e a primeira metade da segunda temporada foram produzidas ao mesmo tempo e editadas pela Cuppa Coffee Studios em Ontario, Canadá. A animação da segunda metade da segunda temporada foi gerenciada pela Markle Productions e Solis Animation em Toronto. A edição de som foi feita na Great City Productions em Nova York. David M. Stern foi o showrunner da primeira temporada, e assumiu esta posição até o final da primeira metade da segunda temporada. Começando com "Journey To The Centre of Twayne", o papel de showrunner foi assumido por Daniel Powell, Jeff Poliquin e Erik Richter, com Stern permanecendo como consultor.
Em 29 de maio de 2013, os produtores do programa anunciaram o cancelamento da série por meio da página do programa no Facebook, dizendo: "a rede fez tudo ao seu alcance para manter o programa vivo tentando encontrar financiamento externo. Chegamos muito perto, mas infelizmente alguns aspectos legais impediram qualquer negócio de ser fechado. "Não foi descartada a possibilidade de continuidade do espetáculo por outros meios, como vídeos curtos ou histórias em quadrinhos."
Em 3 de setembro de 2014, a série foi revivida como um aplicativo para iOS.

## Adaptação em outras plataformas
Ugly Americans: Apocalypsegeddon é um jogo de tiro de até 4 jogadores baseado na série e foi desenvolvido pela Blackbone Entertainment. Ele foi lançado em 2011 para Xbox 360 e Playstation 3, porém recebeu algumas críticas negativas.